# ماريا إيزابيلا من إسبانيا
ماريا إيزابيلا من إسبانيا (بالإسبانية: María Isabel de Borbón)‏ (6 يوليو 1789 - 13 سبتمبر 1848.) كانت ملكة الصقليتين بزواجها من فرانشيسكو الأول، هي أبنة الصغرى لـ كارلوس الرابع وماريا لويزا من بارما.